# Otaru
Otaru (小樽市) és una ciutat i port d'Hokkaidō en la subprefectura de Shiribeshi, Hokkaido, Japó. Otaru és un popular destí turístic per la seua particular arquitectura clàssica (d'estil semi-occidental d'abans de la guerra). Degut a la seua proximitat amb la ciutat de Sapporo (a 30 minuts en tren), Otaru s'ha convertit recentment en una ciutat dormitori. Tot i no ser la capital de Shiribeshi, n'és la ciutat més poblada.

## Geografia

### Localització
Otaru és una ciutat portuària a la costera de la mar del Japó al nord de la subprefectura de Shiribeshi. La zona del sud de la ciutat es caracteritza pels desnivells en el terreny a causa de diverses muntanyes (en especial, el Tenguyama), on l'alçada del terreny va declinant cap a la mar. El terreny disponible des de la mar fins a la muntanya ha sigut pràcticament urbanitzat en la seua totalitat.

### Barris
| Nom             | Zona    | Habitants    |
| --------------- | ------- | ------------ |
| Asari           | Orient  | 8.337 hab.   |
| Yanagibashi     | Asakusa | 3.053 hab.   |
| Asakusabashi    | Asakusa | 7.366 hab.   |
| Torigoe         | Asakusa | 2.944 hab.   |
| Kuramae         | Asakusa | 6.123 hab.   |
| Kojima          | Asakusa | 3.487 hab.   |
| Misuji          | Asakusa | 4.258 hab.   |
| Akihabara       | Shitaya | 64 hab.      |
| Ueno            | Shitaya | 3.760 hab.   |
| Higashi-Ueno    | Shitaya | 8.678 hab.   |
| Motoasakusa     | Asakusa | 6.772 hab.   |
| Kotobuki        | Asakusa | 6.076 hab.   |
| Komagata        | Asakusa | 2.269 hab.   |
| Kita-Ueno       | Shitaya | 4.099 hab.   |
| Shitaya         | Shitaya | 7.312 hab.   |
| Negishi         | Shitaya | 13.307 hab.  |
| Iriya           | Shitaya | 6.134 hab.   |
| Ryūsen          | Shitaya | 8.462 hab.   |
| Matsugaya       | Asakusa | 8.308 hab.   |
| Nishi-Asakusa   | Asakusa | 7.964 hab.   |
| Kaminarimon     | Asakusa | 2.764 hab.   |
| Asakusa         | Asakusa | 17.588 hab.  |
| Hanakawado      | Asakusa | 2.331 hab.   |
| Senzoku         | Shitaya | 10.660 hab.  |
| Imado           | Asakusa | 4.374 hab.   |
| Higashi-Asakusa | Asakusa | 3.147 hab.   |
| Hashiba         | Asakusa | 5.768 hab.   |
| Kiyokawa        | Asakusa | 5.289 hab.   |
| Nihonzutsumi    | Asakusa | 5.967 hab.   |
| Minowa          | Shitaya | 3.047 hab.   |
| Ikenohata       | Shitaya | 5.360 hab.   |
| Ueno-Koen       | Shitaya | ??? hab.     |
| Ueno-Sakuragi   | Shitaya | 2.351 hab.   |
| Yanaka          | Shitaya | 8.414 hab.   |
| Total           |         | 207.838 hab. |

### Clima
| Paràmetres climàtics mitjans de Otaru (1981–2010) | Paràmetres climàtics mitjans de Otaru (1981–2010) | Paràmetres climàtics mitjans de Otaru (1981–2010) | Paràmetres climàtics mitjans de Otaru (1981–2010) | Paràmetres climàtics mitjans de Otaru (1981–2010) | Paràmetres climàtics mitjans de Otaru (1981–2010) | Paràmetres climàtics mitjans de Otaru (1981–2010) | Paràmetres climàtics mitjans de Otaru (1981–2010) | Paràmetres climàtics mitjans de Otaru (1981–2010) | Paràmetres climàtics mitjans de Otaru (1981–2010) | Paràmetres climàtics mitjans de Otaru (1981–2010) | Paràmetres climàtics mitjans de Otaru (1981–2010) | Paràmetres climàtics mitjans de Otaru (1981–2010) | Paràmetres climàtics mitjans de Otaru (1981–2010) |
| Mes                                               | Gen.                                              | Feb.                                              | Mar.                                              | Abr.                                              | Mai.                                              | Jun.                                              | Jul.                                              | Ago.                                              | Set.                                              | Oct.                                              | Nov.                                              | Des.                                              | Anual                                             |
| ------------------------------------------------- | ------------------------------------------------- | ------------------------------------------------- | ------------------------------------------------- | ------------------------------------------------- | ------------------------------------------------- | ------------------------------------------------- | ------------------------------------------------- | ------------------------------------------------- | ------------------------------------------------- | ------------------------------------------------- | ------------------------------------------------- | ------------------------------------------------- | ------------------------------------------------- |
| Font:                                             |                                                   |                                                   |                                                   |                                                   |                                                   |                                                   |                                                   |                                                   |                                                   |                                                   |                                                   |                                                   |                                                   |

## Història
La ciutat va ser un assentament habitat pels Ainu i el nom d'"Otaru" és reconegut com un topònim d'origen Ainu, possiblement amb el significat de "Riu que va per la platja de sorra". La petita part que encara romàn de la Cova Temiya conté troballes del període Zoku-Jōmon de la història Ainu, vora l'any 400 després de Crist. Otaru fou reconeguda com a vila pel bakufu en 1865 i en 1880 el primer ferrocarril de Hokkaidô va ser inaugurat amb una línia diària entre Otaru i Sapporo.
Un decret imperial de juliol de 1899 va establir Otaru com a port obert al comerç amb els Estats Units d'Amèrica i el Regne Unit.
La ciutat va destacar com a centre econòmic i de negocis de Hokkaidô com també com a port de comerç amb la prefectura de Karafuto en la dècada dels anys 1920. Otaru va ser declarada com a ciutat l'1 d'agost de 1922.
El 26 de desembre de 1924, un tren frigorífic carregat amb 600 peces de dinamita va explotar a l'estació de Temiya, danyant greument el magatzem, les instal·lacions portuàries i l'àrea del voltant. Les autoritats locals van informar de que hi van haver 94 morts i 200 ferits.
Durant la Segona Guerra Mundial, la ciutat va ser seu d'un camp de presoners per als aleutians detinguts arran l'ocupació Japonesa d'Attu.
Des de la dècada de 1950, quan la indústria del carbó de la ciutat va començar a anar en declivi, l'estatus d'Otaru com a nus econòmic va anar passant a Sapporo.

## Política

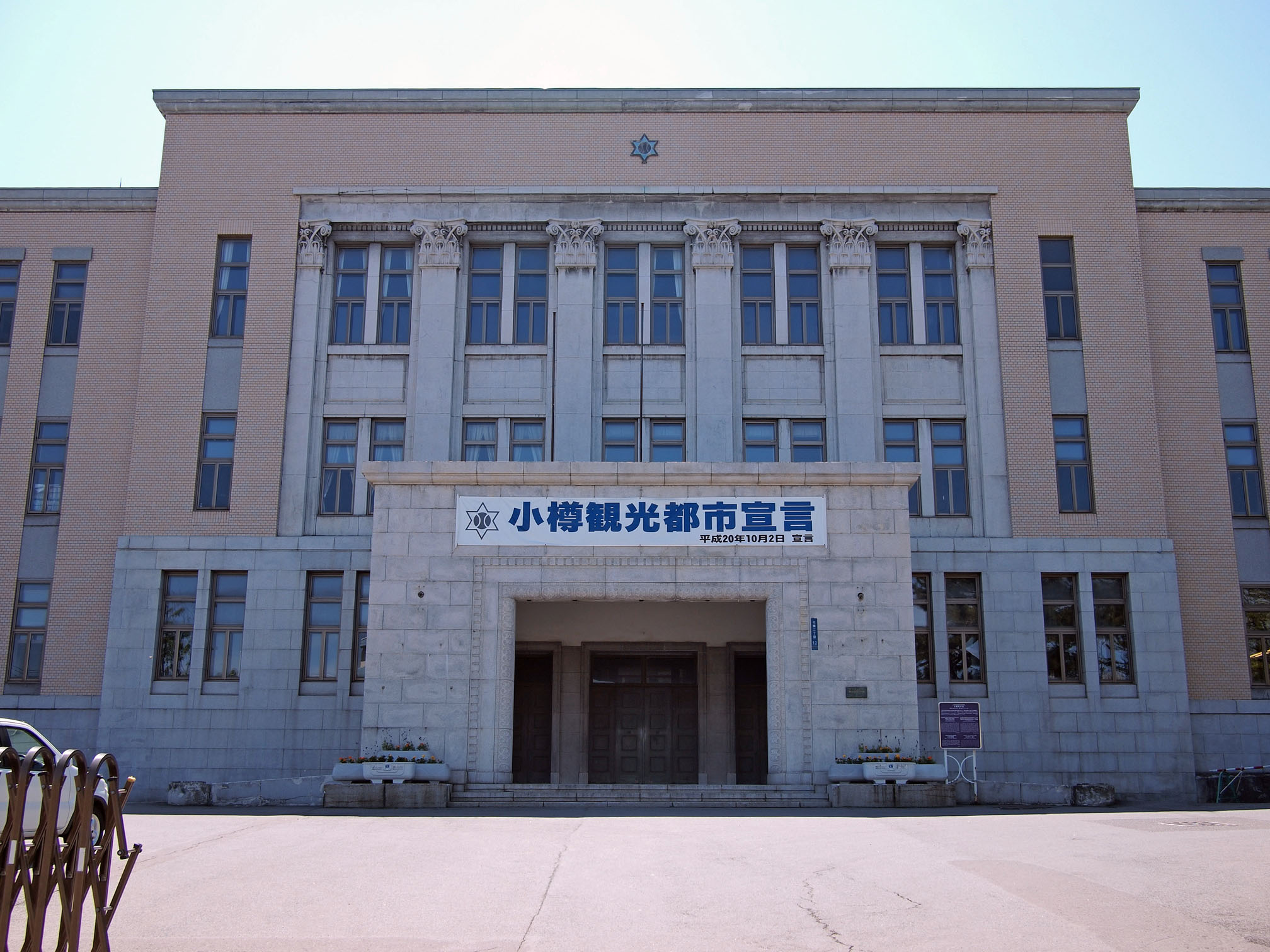
Edifici de l'ajuntament d'Otaru

### Assemblea municipal
La composició actual de l'assemblea municipal és aquesta:
| Partit | Partit                           | Partit | Regidors |
| ------ | -------------------------------- | ------ | -------- |
|        | Partit Liberal Democràtic        | PLD    | 7 / 25   |
|        | Kōmeitō                          | KMT    | 5 / 25   |
|        | Partit Comunista del Japó        | PCJ    | 5 / 25   |
|        | Partit Democràtic Constitucional | PDC    | 5 / 25   |
|        | Independents                     | Ind    | 3 / 25   |
|        | Escons vacants                   |        | 0 / 25   |

### Alcaldes
| Nom | Nom                 | Inici | Fi   |
| --- | ------------------- | ----- | ---- |
|     | Tôta Sayanagi       | 1923  | 1925 |
|     | Fumihiko Kitagawa   | 1925  | 1932 |
|     | Miyakichi Itaya     | 1933  | 1937 |
|     | Naotaka Kawahara    | 1938  | 1945 |
|     | Kokichi Fukuoka     | 1945  | 1946 |
|     | Eitarô Suhara       | 1947  | 1951 |
|     | Yogorô Adachi       | 1951  | 1967 |
|     | Yu Inagaki          | 1967  | 1975 |
|     | Kazuo Shimura       | 1975  | 1987 |
|     | Masaaki Shintani    | 1987  | 1999 |
|     | Katsuma Yamada      | 1999  | 2011 |
|     | Yoshiharu Nakamatsu | 2011  | 2015 |
|     | Hideaki Morii       | 2015  | 2018 |
|     | Toshiya Hazama      | 2018  | Ara  |